# Чинчилья-де-Монте-Арагон
Чинчилья-де-Монте-Арагон (ісп. Chinchilla de Monte-Aragón) — муніципалітет в Іспанії, у складі автономної спільноти Кастилія-Ла-Манча, у провінції Альбасете. Населення — 3924 особи (2010).
Муніципалітет розташований на відстані близько 240 км на південний схід від Мадрида, 14 км на південний схід від Альбасете.
На території муніципалітету розташовані такі населені пункти: (дані про населення за 2010 рік)
- Каса-Бланка-де-лос-Ріотерос: 8 осіб
- Чинчилья-де-Монте-Арагон: 3028 осіб
- Естасьйон-де-Чинчилья: 99 осіб
- Ла-Феліпа: 262 особи
- Орна: 35 осіб
- Пінілья: 12 осіб
- Посо-Буено: 76 осіб
- Посо-де-ла-Пенья: 38 осіб
- Вільяр-де-Чинчилья: 366 осіб

## Демографія
Динаміка населення (INE ):

## Галерея зображень

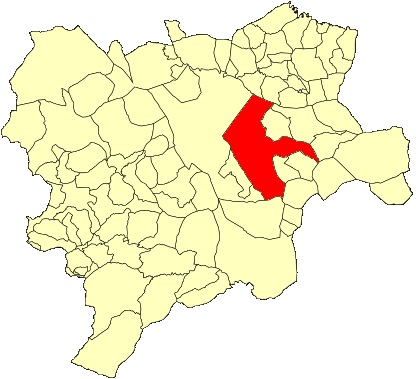
Розташування муніципалітету у провінції Альбасете
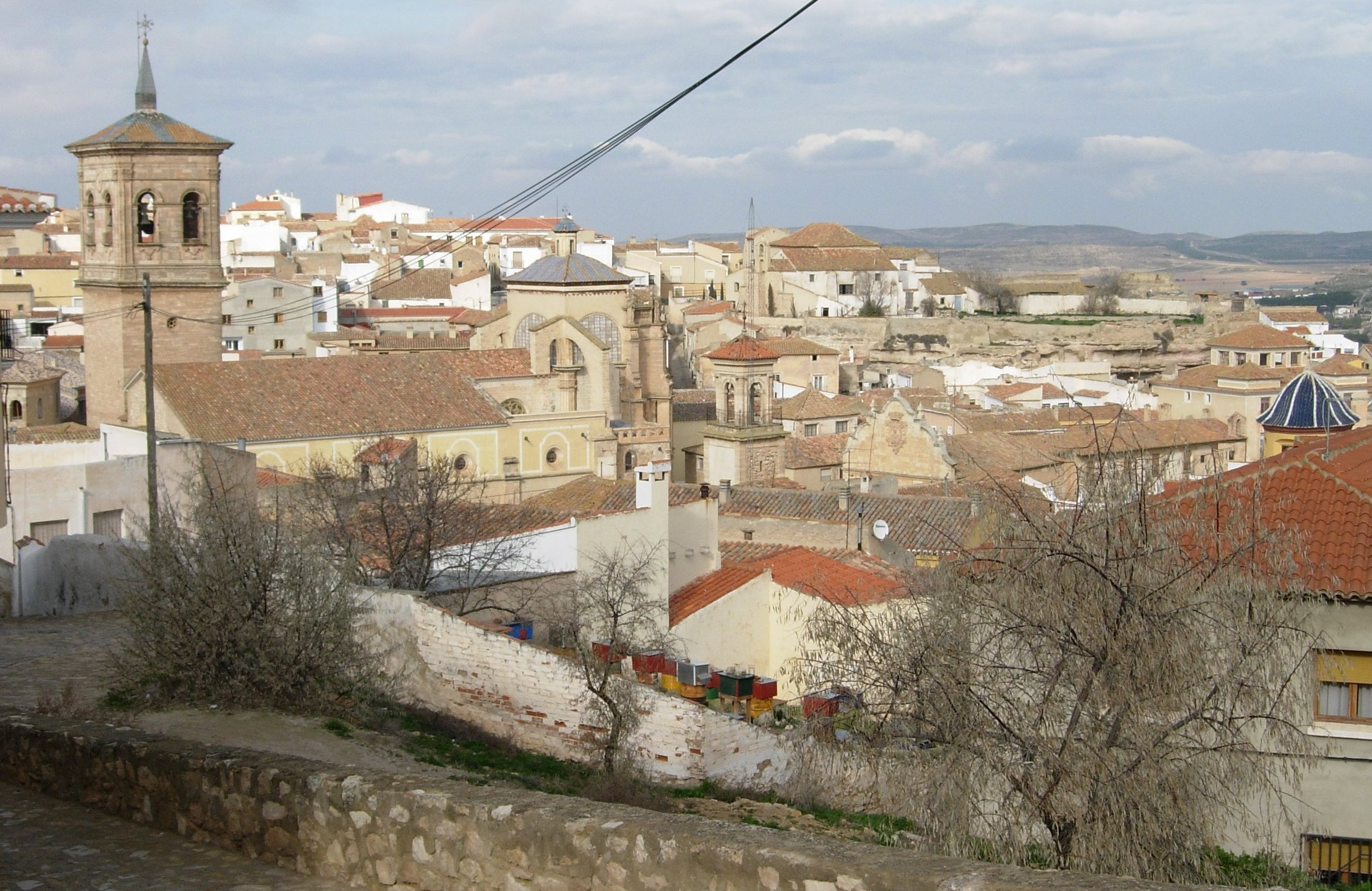
Чинчилья-де-Монте-Арагон
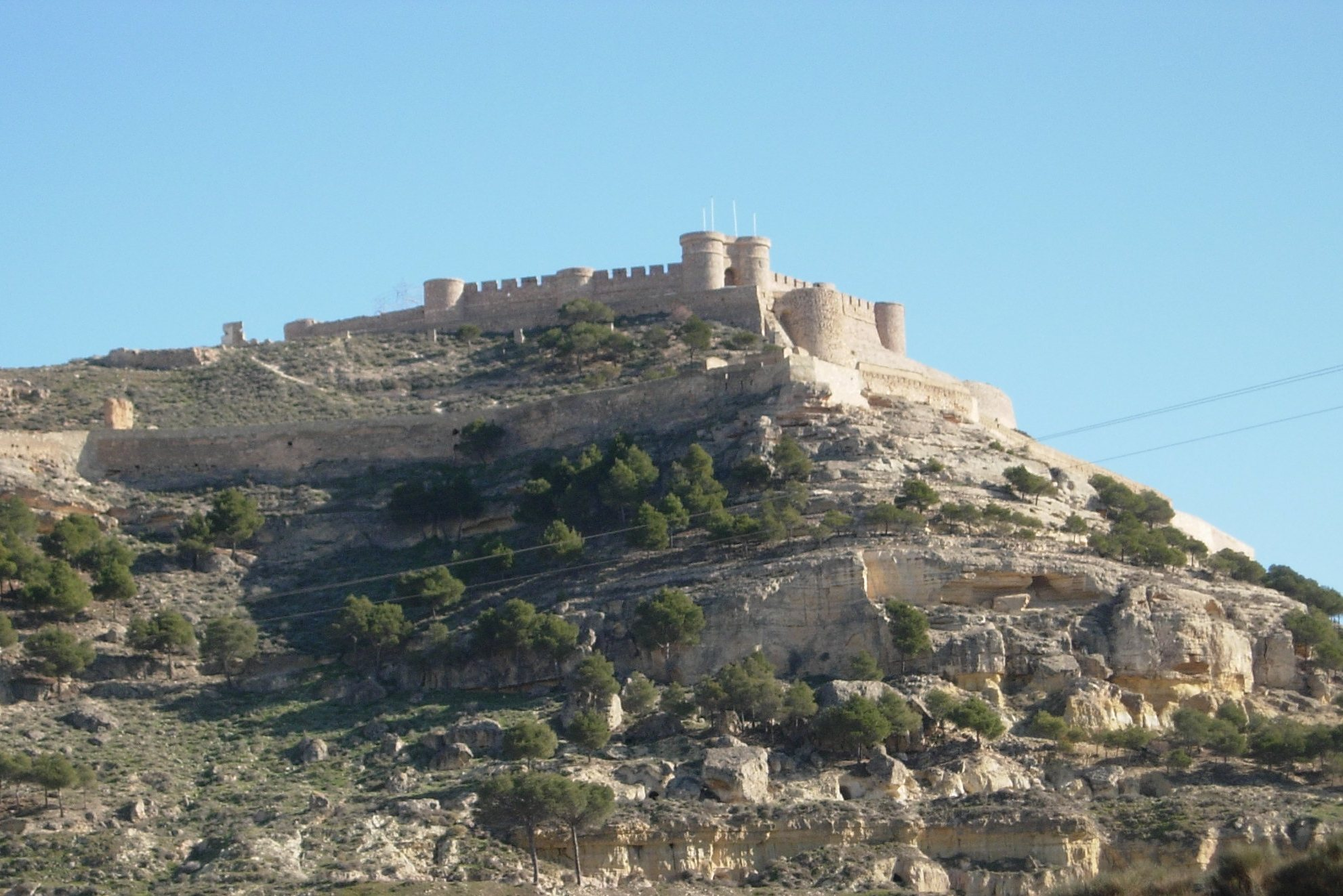
Замок у місті Чинчилья-де-Монте-Арагон
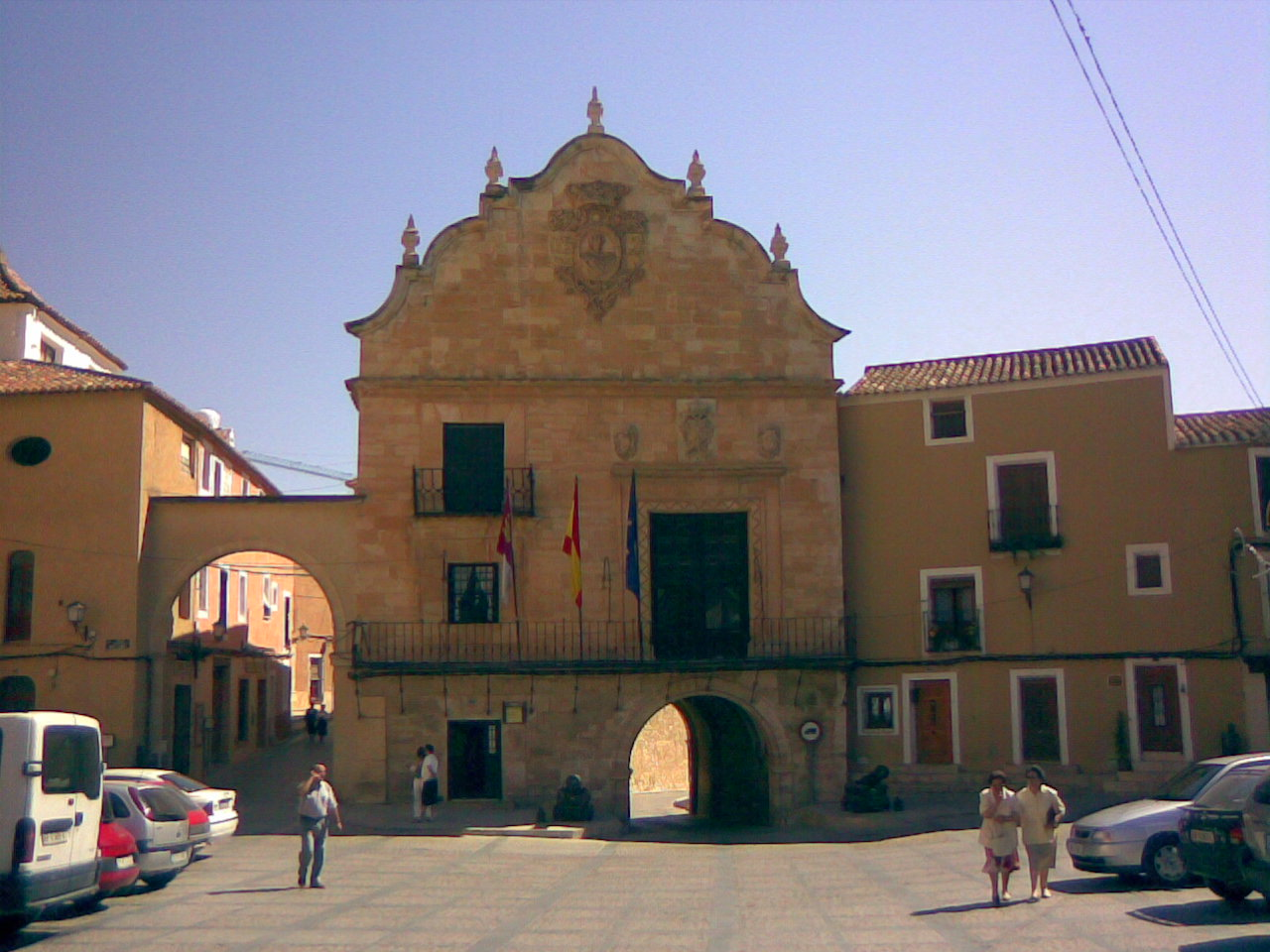
Пласа-де-Ла-Манча, Чинчилья-де-Монте-Арагон